# Odile Petit
Odile Petit (24 de noviembre de 1963) es una deportista francesa que compitió en natación sincronizada. Ganó dos medallas de oro en el Campeonato Europeo de Natación, en los años 1985 y 1987.

## Palmarés internacional
| Campeonato Europeo | Campeonato Europeo    | Campeonato Europeo | Campeonato Europeo |
| Año                | Lugar                 | Medalla            | Prueba             |
| ------------------ | --------------------- | ------------------ | ------------------ |
| 1985               | Sofía (Bulgaria)      | Medalla de oro     | Equipo             |
| 1987               | Estrasburgo (Francia) | Medalla de oro     | Equipo             |